# جنگل‌کاری در خشکبوم
جنگل‌کاری در خشکبوم کتابی از محمدحسین جزیره ای است که در سال ۱۳۷۹ منتشر و در مراسم کتاب سال جمهوری اسلامی ایران به‌عنوان کتاب برگزیده معرفی شد.